# CSK
CSK (англ. C-terminal Src kinase) – білок, який кодується однойменним геном, розташованим у людей на короткому плечі 15-ї хромосоми. Довжина поліпептидного ланцюга білка становить 450 амінокислот, а молекулярна маса — 50 704.
| 10         |  | 20         |  | 30         |  | 40         |  | 50         |
| ---------- |  | ---------- |  | ---------- |  | ---------- |  | ---------- |
| MSAIQAAWPS |  | GTECIAKYNF |  | HGTAEQDLPF |  | CKGDVLTIVA |  | VTKDPNWYKA |
| KNKVGREGII |  | PANYVQKREG |  | VKAGTKLSLM |  | PWFHGKITRE |  | QAERLLYPPE |
| TGLFLVREST |  | NYPGDYTLCV |  | SCDGKVEHYR |  | IMYHASKLSI |  | DEEVYFENLM |
| QLVEHYTSDA |  | DGLCTRLIKP |  | KVMEGTVAAQ |  | DEFYRSGWAL |  | NMKELKLLQT |
| IGKGEFGDVM |  | LGDYRGNKVA |  | VKCIKNDATA |  | QAFLAEASVM |  | TQLRHSNLVQ |
| LLGVIVEEKG |  | GLYIVTEYMA |  | KGSLVDYLRS |  | RGRSVLGGDC |  | LLKFSLDVCE |
| AMEYLEGNNF |  | VHRDLAARNV |  | LVSEDNVAKV |  | SDFGLTKEAS |  | STQDTGKLPV |
| KWTAPEALRE |  | KKFSTKSDVW |  | SFGILLWEIY |  | SFGRVPYPRI |  | PLKDVVPRVE |
| KGYKMDAPDG |  | CPPAVYEVMK |  | NCWHLDAAMR |  | PSFLQLREQL |  | EHIKTHELHL |
|            |  |            |  |            |  |            |  |            |

A: Аланін

C: Цистеїн

D: Аспарагінова кислота

E: Глутамінова кислота

F: Фенілаланін

G: Гліцин

H: Гістидин

I: Ізолейцин

K: Лізин

L: Лейцин

M: Метіонін

N: Аспарагін

P: Пролін

Q: Глутамін

R: Аргінін

S: Серин

T: Треонін

V: Валін

W: Триптофан

Кодований геном білок за функціями належить до трансфераз, кіназ, тирозинових протеїнкіназ. 
Задіяний у таких біологічних процесах як адаптивний імунітет, імунітет. 
Білок має сайт для зв'язування з АТФ, нуклеотидами, іонами металів, іоном магнію, іоном марганцю. 
Локалізований у клітинній мембрані, цитоплазмі, мембрані.